# Pseudochalceus bohlkei
Pseudochalceus bohlkei är en fiskart som beskrevs av Orcés V., 1967. Pseudochalceus bohlkei ingår i släktet Pseudochalceus och familjen Characidae. Inga underarter finns listade i Catalogue of Life.